# 23122 Lorgat
23122 Lorgat là một tiểu hành tinh vành đai chính với vận tốc quỹ đạo 1437.0954576 ngày (3.93 năm). Nó được đặt theo tên nhà khoa học Raeez Lorgat người Nam Phi để kỷ niệm Giải thưởng Khoa học và Kỹ thuật Intel 2007 của ông.
Tiểu hành tinh được phát hiện ngày 4 tháng 1 năm 2000.